# Sun (Louisiana)
Sun is een plaats (village) in de Amerikaanse staat Louisiana, en valt bestuurlijk gezien onder St. Tammany Parish.

## Demografie
Bij de volkstelling in 2000 werd het aantal inwoners vastgesteld op 471.
In 2006 is het aantal inwoners door het United States Census Bureau geschat op 498, een stijging van 27 (5.7%).

## Geografie
Volgens het United States Census Bureau beslaat de plaats een oppervlakte van
11,6 km², waarvan 11,2 km² land en 0,4 km² water. Sun ligt op ongeveer 21 m boven zeeniveau.

## Plaatsen in de nabije omgeving
De onderstaande figuur toont nabijgelegen plaatsen in een straal van 28 km rond Sun.